# M117 (爆弾)
M117は、アメリカ合衆国の軍隊で用いられた航空機搭載爆弾（汎用爆弾）である。
この兵器の使用年代は1950年代初期、朝鮮戦争まで戻る。名目上の重量は340kgだったものの、この爆弾の実質的な重量は信管と減速用の追加装備に左右され、およそ372kgほどだった。爆弾の炸薬量は通常、183kgのマイノール2もしくはトリトナールである。この爆弾は、中高度・高高度での投下のために低抵抗尾翼を装着することもできた。

## 歴史
1950年代-1970年代初期までM117爆弾は標準的な航空機用の兵装であり、F-100スーパーセイバー、F-104スターファイター、F-105サンダーチーフ、F-111アードバークおよびF-4ファントムIIに装備された。
M117爆弾のシリーズは広くベトナム戦争中に用いられた。また、B-52G爆撃機は、砂漠の嵐作戦中に44,600発のM117爆弾とM117R爆弾を投下した。
現代では本爆弾はB-52爆撃機のみに用いられ、現在の戦術航空機はMk 80シリーズの爆弾、特に重量227kgのMk 82爆弾や重量904kgのMk 84爆弾を用いる傾向がある。また、それらと同等の誘導兵器が用いられる。

## 派生型

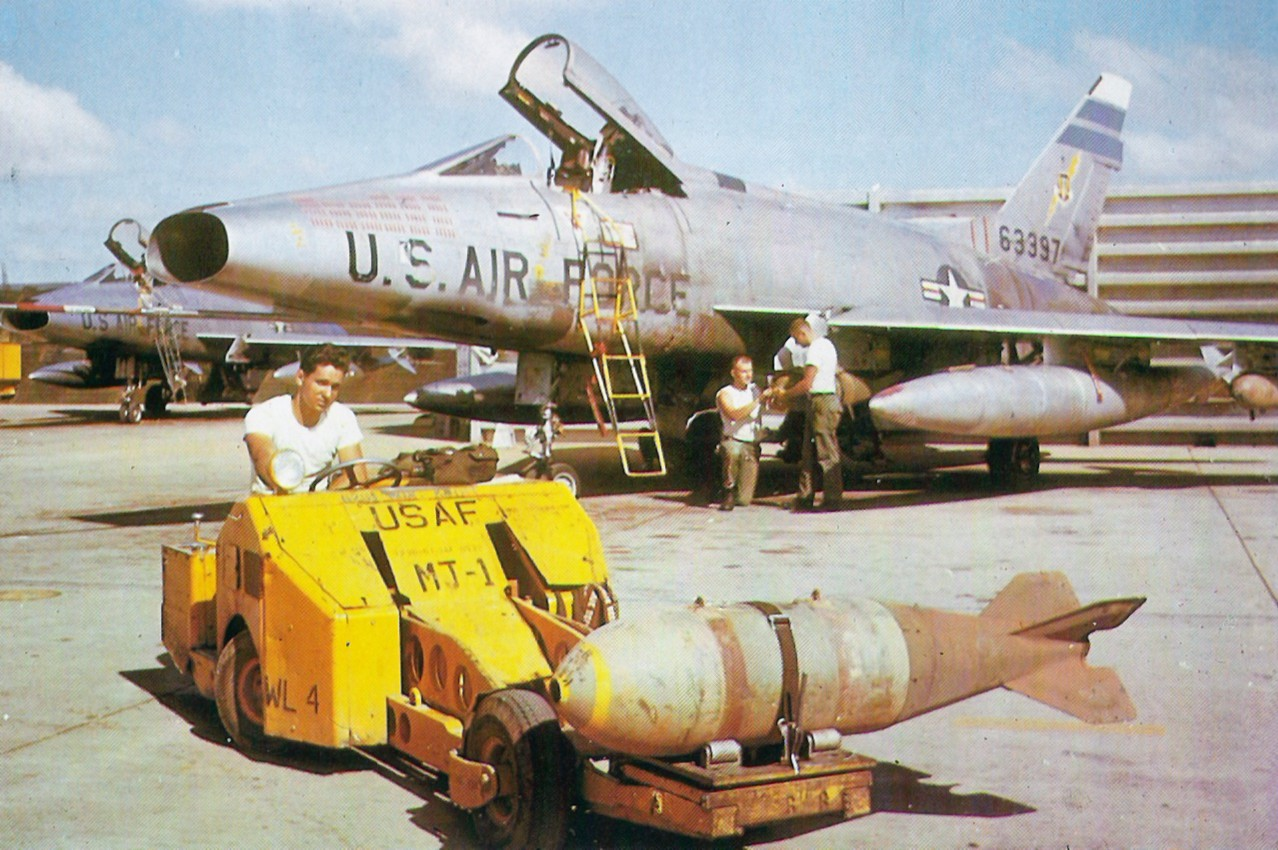
1966年初期、南ベトナムのトゥイホアにて第308TFSに所属のF-100Dが、Mk 117 750ポンド爆弾を装備しているところ

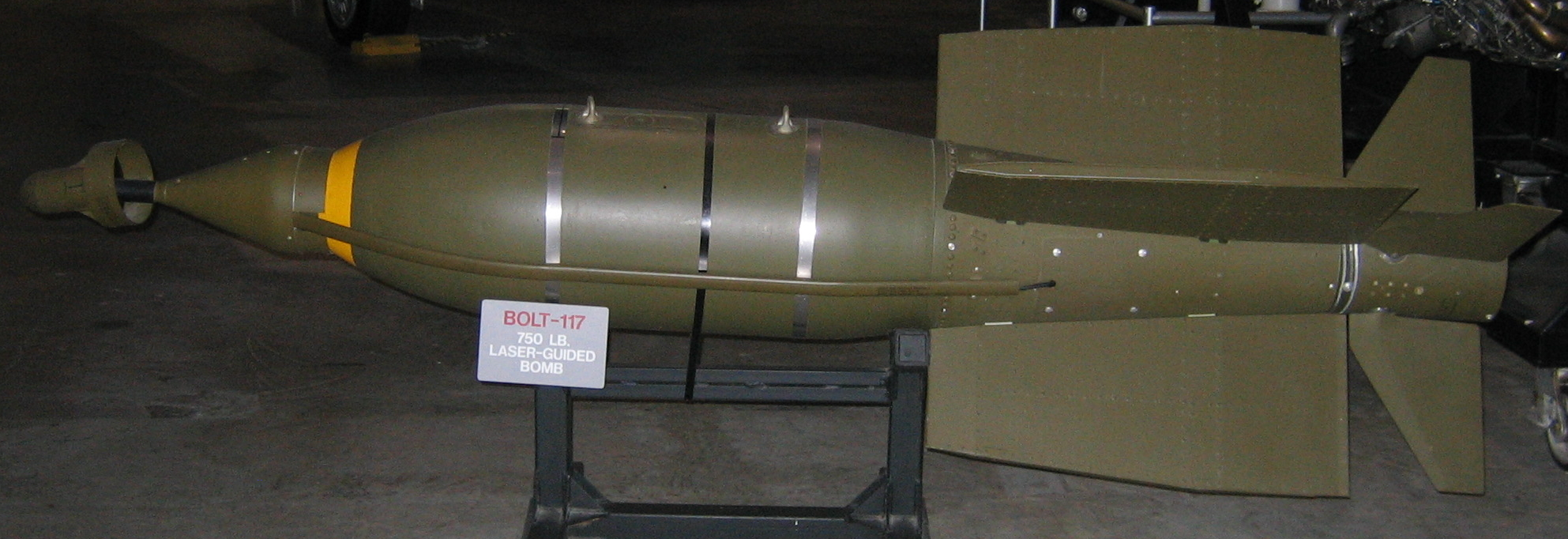
BOLT-117 レーザー誘導爆弾

M117R
M117R爆弾（Rとは"Retarded"を示す）は、高抵抗状態もしくは低抵抗状態で投下するというオプションを加えるため、特別な組立ての尾翼を用いる。
低高度で投下するため、尾部構造からは4つの大型ドラッグプレートが開かれ、これが急速に爆弾の落下速度を落とし、機体が爆風から離脱する助けとなる。
MAU-103/MAU-91
M117Rでは尾部ユニットを装着しているが、これらは各々MAU-103低抵抗テイルおよびMAU-91高抵抗テイルである。
M117D
M117D爆弾（Dとは"Destructor"を示す）はM117R爆弾に類似しているものの、磁気感応式の信管を採用しており、これは爆弾が機雷として作動できるようにする。
M117D爆弾は地面に埋没させるか、浅い水域に敷設するために高抵抗状態で投下される。この爆弾は、目標が近くを通過した際に爆弾の信管が作動して起爆する。
MC-1
M117爆弾はMC-1爆弾を設計する際の基本となったが、これは弾体の空隙部にサリン神経ガスを充填したものである。
MC-1爆弾がアメリカ合衆国によって戦闘投入されたことは絶無であり、また、この爆弾は2006年6月にアメリカの備蓄弾薬から撤廃された。
BOLT-117
BOLT-117 (BOmb, Laser Terminal-117) とは、1967年～1968年にかけて開発された、世界初のレーザー誘導爆弾。後にGBU-1/Bの制式名称が与えられた。
構成はペイブウェイ・シリーズと同様に、M117の弾体の前部にKMU-342 レーザーシーカーヘッド、後部にフィンを装着するが、操舵翼は後端部に配置されている。使用は比較的短期間に留まり、Mk.80シリーズを弾体とするペイブウェイ・シリーズに取って代わられた。